# اوله کولسوف
اوله کولسوف (اوکراینی: Олег Анатолійович Колесов؛ زادهٔ ۱۵ فوریهٔ ۱۹۶۹) بازیکن فوتبال اهل اتحاد جماهیر شوروی سوسیالیستی است.
از باشگاه‌هایی که در آن بازی کرده‌است می‌توان به باشگاه فوتبال تمپ شپتیفکا، باشگاه فوتبال تورپیدو زاپروژیا، باشگاه فوتبال متالورگ زاپروژیا، باشگاه فوتبال متالیست خارکوف، باشگاه فوتبال تاوریا سیمفروپول، باشگاه فوتبال استال کامیانسکه، و باشگاه فوتبال فورسکلا پولتاوا اشاره کرد.